# Bríncola (stacja kolejowa)
Bríncola (hiszp: Estación de Bríncola, bask: Brinkolako geltokia) – stacja kolejowa w miejscowości Legazpi, w prowincji Gipuzkoa, we wspólnocie autonomicznej Kraj Basków, w Hiszpanii. Jest obsługiwana przez pociągi średniego zasięgu Renfe oraz linię C-1 Cercanías San Sebastián.

## Położenie stacji
Znajduje się na 557,059 km linii Madryt – Hendaye rozstawu normalnotorowego, na wysokości 475 m n.p.m. Linia jest dwutorowa i zelektryfikowana.

## Historia
Stacja została otwarta w dniu 20 sierpnia 1864 wraz z uruchomieniem odcinka Alsasua (Olazagoitia)-Beasain linii Madryt-Hendaye. Stację jak i linię wybudowała Norte, która zarządzała linią do 1941 roku kiedy nastąpiła nacjonalizacja kolei w Hiszpanii i włączono ją do nowo utworzonego RENFE.
Od 31 grudnia 2004 infrastrukturą kolejową zarządza Adif.

## Linie kolejowe
- Madryt – Hendaye

## Połączenia
| Linia MD | Pociągi | Z/Do |  | Do/Z                            |
| -------- | ------- | ---- |  | ------------------------------- |
|          | MD      | Irún |  | Madryt Chamartín                |
| 25       | MD      | Irún |  | Vitoria/Gasteiz Miranda de Ebro |